# Pettinengo
Pettinengo est une commune italienne de la province de Biella, dans la région Piémont.

## Administration
| Période                                  | Période | Identité | Étiquette | Qualité |
| ---------------------------------------- | ------- | -------- | --------- | ------- |
|                                          |         |          |           |         |
| Les données manquantes sont à compléter. |         |          |           |         |

### Hameaux
Azario, Fassoletto, Gurgo, Livera, Mazza, Miniggio, Molinetto, Perino, Piana, San Francesco, Selva, Selve Marcone, Trivero, Vaglio.

### Communes limitrophes
Andorno Micca, Biella, Bioglio, Callabiana, Camandona, Piedicavallo, Pila, Piode, Rassa, Ronco Biellese, Scopello, Selve Marcone, Tavigliano, Ternengo, Valle Mosso, Valle San Nicolao, Veglio, Zumaglia.